# 山口県立宇部総合支援学校
山口県立宇部総合支援学校（やまぐちけんりつ うべそうごうしえんがっこう）は、山口県宇部市にある県立特別支援学校。

## 設置課程
- 小学部
- 中学部
- 高等部
- 山陽病院内学級

## 沿革
- 1951年（昭和26年）10月 - 山口県ときわ学園（精神薄弱児福祉施設）として開校
- 1964年（昭和39年）12月 - 現在地に移転
- 1968年（昭和43年）4月 - 山口県立宇部養護学校となる
- 2008年（平成20年）4月 - 山口県立宇部総合支援学校に改称

## 所在地
- 山口県宇部市大字東須恵吉信813番地